# Реактивний розум
Реактивний розум (англ. Reactive mind) — в  діанетиці і  саєнтології, поняття, що умовно позначає частину розуму, яка не піддається  аналітичному контролю, і відповідає за дії, вчинені на дратівливо-відповідній основі.
Згідно діанетиці, приклад реактивного розуму можна спостерігати в діях і реакціях більш примітивних форм життя — тварин і рослин, які з метою самозахисту певним чином реагують на подразники, не здійснюючи при цьому  аналітичного осмислення ситуації, яке здатна здійснювати людина. У людини є способи поведінки вищого порядку, ніж у тварин і рослин, але вони мають ту ж нераціональну природу у своїй основі і схожі за характером, що не відрізняється оптимальністю щодо її найкращого виживання. Причина виникнення такого способу реагування, за твердженням Р. Хаббарда, нібито завжди має хворобливий досвід у своїй основі.

## Критика
Незважаючи на відсутність будь-яких наукових доказів, Рон Хаббард у книзі «Dianetics: The Modern Science of Mental Health» заявляє, що реактивний мозок зберігає спогади (звані  Церквою саєнтології  інграмами) про минулі події.
Річард Докінз писав, що саєнтологи використовують е-метр з метою використовувати «довірливість» цього «довірливого століття».